# Villa les Bleuets
La villa les Bleuets est un bâtiment vaudois situé sur la commune de Prangins, en Suisse. Elle se trouve sur la rive droite du delta de la Promenthouse, à sa jonction avec le lac Léman, dans le hameau de Promenthoux. Elle est la propriété du Français Christian Latouche.

## Histoire
La villa les Bleuets, également appelée « château de Promenthoux » depuis 1948, est une maison de maître de 26 pièces bâtie en 1896 par l'architecte Stephen Sauvestre, (celui de la tour Eiffel), pour le couturier parisien Jean-Philippe Worth,,,,.
Le chantier a été dirigé par l'architecte Gustave Falconnier, de Nyon, et ce dernier y a largement mis en œuvre sa célèbre brique de verre, notamment sur la façade principale de la demeure, de façon à y créer de grandes parois translucides. Elle possède depuis 1899 un considérable port privé semi-elliptique, dont les môles, dallés de granit, se terminent par des ronds-points plantés de deux platanes qui encadrent l'entrée du port. Il s'agit du plus grand port privé du Léman (177 × 45 m).
En 1925, la villa devient la propriété d'Henri Esders, propriétaire des magasins de vêtements du même nom, sis rue de Rivoli à Paris. 
Le 6 septembre 1950, alors propriété du comte de Bendern (en),, elle est partiellement détruite par un incendie qui s'est déclaré dans le bureau du premier étage ; elle était alors assurée pour 538 000 francs,. La toiture a été fortement simplifiée lors de la reconstruction. 
Cet ensemble est répertorié dans le Plan directeur cantonal des rives vaudoises du Léman comme « ensemble paysager de grande valeur ».
Une réplique de cette maison (dite « pavillon Balsan ») a été construite par le même architecte à Suresnes, en France, sur commande de Gaston Worth, frère de Jean-Philippe. Elle fait actuellement partie du complexe de l'hôpital Foch, dont les nombreux bâtiments successifs occupent la surface de l'ancien parc.

## Protection
Les espaces d'habitation reposent sur cinq arcades surplombant le lac et où l'on peut amarrer des bateaux. À la suite de son rachat en 2018, la villa, de même que son parc et son port privé, sont inscrits comme biens culturels suisse d'importance nationale. L'ensemble est classé monument historique depuis février 2019.

## Cinéma
La villa apparaît dans une scène du film Belle du Seigneur (2011).